# Sean Duffy
Sean Patrick Duffy (Hayward, 3 ottobre 1971) è un politico, avvocato e personaggio televisivo statunitense, Segretario dei Trasporti degli Stati Uniti d'America nella seconda amministrazione Trump dal 28 gennaio 2025 ed in precedenza membro della Camera dei Rappresentanti per lo stato del Wisconsin dal 2011 al 2019.
Membro del Partito Repubblicano, in passato è stato procuratore distrettuale della contea di Ashland, nel Wisconsin, co-conduttore di The Bottom Line su Fox Business e collaboratore di Fox News.

## Biografia
Nato nel 1971 nel Wisconsin, decimo di undici figli di Carol Ann (nata Yackel) e Thomas Walter Duffy,
ha iniziato a rotolare i tronchi all'età di cinque anni e ad arrampicarsi in velocità a 13 anni. Detiene due titoli di arrampicata veloce. Ha conseguito una laurea in marketing presso la St. Mary's University e un dottorato in giurisprudenza presso il William Mitchell College of Law. Dopo la laurea intraprese una carriera nel mondo dello spettacolo, partecipando come concorrente al reality show The Real World nel 1997. L'anno successivo partecipò ad un'altra edizione dello show e conobbe la concorrente Rachel Campos, che sposò poco dopo e dalla quale ebbe sei figli.
Dopo aver lavorato come commentatore sportivo per ESPN ed essere stato nominato atleta onorario per i Badger State Games, Duffy, da sempre impegnato a livello politico con il Partito Repubblicano, venne nominato district attorney dal governatore del Wisconsin. Ricoprì questo incarico per otto anni, quindi nel 2010 Duffy si candidò alla Camera dei Rappresentanti e riuscì ad essere eletto. Fu poi riconfermato nelle elezioni successive.

### Segretario dei Trasporti
Nel novembre 2024 fu nominato dal presidente eletto Donald Trump come segretario dei trasporti nella sua nuova amministrazione. La sua nomina venne poi confermata al Senato il 28 gennaio 2025 con 77 sì e 22 no, entrando in carica il 29 dopo il suo giuramento.